# La Douce Empoisonneuse
Cet article concerne le livre d'Arto Paasilinna. Pour le téléfilm de Bernard Stora, voir La Douce Empoisonneuse (téléfilm).
La Douce Empoisonneuse (Suloinen myrkynkeittäjä)  est un roman du finlandais Arto Paasilinna, paru en 1988
La traduction en français paraît en 2001.

## Résumé
Linnea Ravaska, une veuve finlandaise, est malmenée par son neveu Kauko Nyyssönen, un homme dépourvu de toute valeur morale. 
Un jour, le neveu débarque avec ses amis et tente de faire signer à sa tante un testament qui ferait de lui son seul héritier. Contrairement à ce qui a pu être laissé croire au sein de la famille, Linnea n'est atteinte par aucune forme de trouble mental et se rend parfaitement compte de la menace que représente son neveu. Craignant pour sa vie, elle prend la fuite en Suède et alerte les policiers. Elle concocte un poison létal qu'elle entend s'administrer pour éviter de souffrir si elle est poursuivie et violentée. 
Kauko et sa bande n'ont qu'une seule idée en tête, la tuer. Malheureusement pour eux, le hasard du destin semble être du côté de Linnea.

## Adaptations à la télévision
- 1995 : Suloinen myrkynkeittäjä, mini-série finlandaise en 4 épisodes réalisée par Ere Kokkonen, adaptation du roman éponyme
- 2014 : La Douce Empoisonneuse, téléfilm français réalisé par Bernard Stora, adaptation du roman éponyme, avec Line Renaud et Pierre Vernier